# Convento Franciscano de Silves
O Convento Franciscano de Silves, igualmente conhecido como Convento de Nossa Senhora do Paraíso, é um monumento religioso situado nas imediações da vila de Silves, na região do Algarve, em Portugal. Situa-se numa propriedade igualmente de grande valor histórico e vinícola, a Quinta de Mata-Mouros.

## Descrição
O convento ergue-se numa área densamente arborizada na margem esquerda do Rio Arade, a cerca de um quilómetro da vila de Silves. Faz parte de uma exploração vinícola com cerca de 120 hectares, conhecida como Convento do Paraíso ou Quinta de Mata-Mouros, que além das antigas instalações do convento, também inclui um palácio e várias estruturas de suporte à produção de vinho. Nos terrenos do antigo convento destaca-se a presença de um lago, unido ao rio Arade, e que é a principal fonte de água para a quinta.

## História

### Época islâmica
A área onde se situa o convento já era de alguma importância desde o período islâmico, quando a floresta era considerada como um santuário. Com efeito, o nome de Mata-Mouros refere-se à sua abundante cobertura vegetal, formando uma mata, e por ter sido muito usada durante a época muçulmana, principalmente como porto fluvial. A sua utilização na Idade Média pode ser atestada pela presença de silos e outros materiais arqueológicos. Terá sido também neste local que as forças cristãs terão acampado durante as campanhas militares.

### Fundação do convento
Na sequência da Reconquista, o território foi entregue às ordens religiosas, tendo sido aqui instalada uma pequena capela. No século XVI, foi construído o Convento de Nossa Senhora do Paraíso, por determinação do Bispo do Algarve, D. Fernando Coutinho, e que foi entregue à Ordem dos Frades Menores Capuchinhos. Já então existia o lago na propriedade, cuja ligação ao Arade permitia o transporte dos monges por via fluvial. A mata ganhou um profundo significado religioso, tendo sido instalados vários pequenos pontos de oração, e no jardim encontram-se diversas fontes que eram usadas nas cerimónias de baptismo. O convento ficou ligado a vários milagres, incluindo um em que, durante um período de fome em Silves, o sino da igreja começou a tocar, e repentinamente surgiu uma carroça cheia de comida.

### Encerramento do convento e transformação numa casa de férias
O convento foi encerrado no século XIX, e posteriormente foi comprado por uma família, que construiu um palácio em frente do antigo jardim. Em 1895 a propriedade pertencia ao visconde de Silves, que a utilizava como quinta de veraneio.
A área de Mata-Mouros continuou a ser usada habitualmente pelas populações, como pode ser constatado por uma carta publicada no jornal O Sul de 1 de Outubro de 1904: «Entre os últimos divertimentos contam-se uma alegre burricada a Alvôr, [...] e e ha dias um passeio fluvial rio acima, a Mata-mouros, onde foi também offerecido pelos nossos amigos Mealha, Ramirez e Freire uma taça de champagne... e... não sei o que mais...». Em 23 de Agosto de 1906, o jornal O Districto de Faro relatou que «Tres senhoras da nossa élite foram ha pouco passar o dia, em alegre pic-nic, na aprazivel quinta de Mata Mouros, pertencente aos srs. condes de Silves».
Um dos frequentadores da quinta foi o pedagogo João de Deus, durante a sua juventude. Com efeito, em 1914 o jornal O Heraldo relatou que: «João de Deus, o mimoso poeta de Messines, quando um dia em Lisboa alguém obscuro lhe falou de Silves chorou enternecidamente ao recordar um trecho do rio, em Mata-Mouros, dizendo que lhe ficara encantada por esses sitios a saudade dos seus primeiros tempos de poeta». João de Deus chegou a trabalhar na quinta, como refere o investigador Pedro Mascarenhas Júdice num artigo publicado no jornal O Luzitano em 1924: «Domingos Vieira era nesse tempo o proprietario da pitoresca quinta de Mata-Mouros, nos arredores de Silves; certo dia este tendo-se ausentado da sua quinta para vir a Silves, confiou a guarda do escritorio a João de Deus. Um pobre tinha por costume aparecer quasi diariamente a pedir esmola: João de Deus, apontando-lhe uma alcofa cheia de cobre que estava no escritorio, disse-lhe: "Para não voltar mais aqui, leve dessa alcofa o que quízer." O pobre ao começo ficou preplexo [sic], mas ante a insistentencia [sic] dicidiu-se, enchendo de cobre todas as algibeiras do seu esfarrapado fato. Domingos Viera ao regressar, logo deu pela falta, perguntando a João de Deus o que era feito do dinheiro que estava dentro da alcofa, ao que ele muito naturalmente respondeu que, tendo aparecido um pobre a pedir esmola, ele o tinha outorisado a que levassse o que quizesse. Para o poeta, que levava a sua generosidade a ponto de dar aos pobres parte da sua pouca roupa que tanta falta lhe fazia, era banal dar a um pobre alguns cobres que nenhuma falta faziam ao seu proprietario que nesse tempo era pessoa abastada».
Em 1909, a propriedade ainda continuava a ser utilizada como residência de veraneio pelos Condes de Silves. Em 1 de Dezembro desse ano, o Correio do Algarve reportou que «Na bella vivenda daquinta de Mata-Mouros, reuniram-se honrem, a convite da senhora condessa de Silves, varios cavalheiros para se tratar da fundação nesta cidade de uma cosinha economica, ideia que ha tempo vem sendo acalentada pela senhora condessa e que deseja agora ver realisada». Em 1914 fez parte do percurso de uma excursão a Silves, na qual participou o jornalista Mário Lyster Franco, que relatou a sua visita à quinta: «Visitámos também a quinta de Mata-Mouros, mas apesar de levarmos bilhete do sr. conde de Silves para a vermos, foi-nos embargado o passo pelo quinteiro que não nos deixou continuar a visita. Tinhamos estado porém antes um bocado sentados debaixo de um caramanchão que está n'uma ilha dentro d'um lago onde o nosso professor sr. Barbosa nos deu uma lição de ciencias naturais».
Em 1915 faleceu o Conde de Silves, tendo legado aos seus filhos a propriedade de Mata-Mouros. Em 28 de Maio de 1916, o Heraldo noticiou que «Em convalescença encontra-se na sua propriedade de Mata-Mouros, a sr.ª Condessa de Silves». Em 1920 foi alvo de uma excursão científica por parte do Instituto Superior de Agronomia, como relata a Voz do Sul: «Vindo de Portimão pelo rio chegaram a Silves em 9 de corrente 15 alunos e 1 aluna do 5 º ano do Instituto Superior de Agro-nomia, acompanhados do professor Dr. Acrisio Canas Mendes e do professor assistente José Luiz de Saldanha. Antes de atracarem ao cais de Silves, visitaram a quinta de Mata-Mouros nos suburbios desta cidade». Em 1922 continuava na posse dos condes de Silves. Em 1932 voltou a ser organizado um passeio a Mata-Mouros, como relatado pelo jornal O Algarve em 23 de Outubro: «Em quatro gasolinas dos grandes, e um barco á véla, que se organisaram na fabrica de conservas de feu Hermanos, realisou-se um lindo e agradabilissimo passeio á vetusta cidadede Silves, e á aprazível e luxuriante Quinta de Mata Mouros, pertencente ao sr. Conde de Silves, e que decorreu no meio da mais despreocupada alegria e animação. E como tão gentil caravana era constituida por umas duzentas pessoas, todas com os seus fartos e apetitosos farneis, facil será prever o belíssimo dia que ali se passou».

### Declínio e reconversão da propriedade
No jornal Voz do Sul de 28 de Outubro de 1933, foi publicado um anúncio do tribunal judicial da comarca de Silves, relativo à hasta pública da «Quinta de Mata Mouros e charneca», feita como parte do processo movido pela Fazenda Nacional contra o Conde de Silves, Raul Pereira Caldas. A propriedade é descrita como sendo composta por «terra de regadio e sequeiro, nora e tanques, com figueiras, oliveiras, alfarrobeiras, laranjeiras, nespereiras, cerejeiras, limoeiros, romanseiras, casas de habitação, casa para caseiro e acomodação para gados». Em 1937, já pertencia a Vasco de Azevedo, ministro português no Vaticano. Em 13 de Maio de 1944, o joral Voz do Sul noticiou que «Conforme anunciáramos, realizou-se no dia 1.º de Maio, uma festa para fins de beneficência nos jardins da horta de Mata-Mouros, gentilmente cedidos pela família Dr. Vasco Quevedo. A festa, num cenário enebriante de flôres e das quietas águas dos lagos, foi muito concorrida, decorrendo com grande animação».
Em 1952, a quinta fez parte de uma visita a Silves por parte dos sócios da Sociedade Cooperativa de Consumo Piedense. Em 23 de Agosto de 1959, o jornal Notícias do Algarve reportou que estavam em curso obras de desassoreamento no Rio Arade, tendo sido já desimpedido o acesso fluvial aos sítios do Cascalheiro e Mata-Mouros. Em 1964, o presidente da Comissão de Tueismo e Propaganda da Casa do Algarve em Lisboa, Hermenegildo Neves Franco, apresentou a comunicação O problema turístico do Algarve na hora presente durante o I Congresso do Turismo, no qual defendeu o restauro e reaproveitamento turístico de vários edifícios históricos na região que se encontravam em estado de abandono, tendo citado como exemplo «a linda Quinta de Mata-Mouros, nas margens do Arade, junto a Silves, onde se poderiam organizar magníficos passeios náuticos por esse lindo rio até à sua foz, junto à Praia da Rocha».
Durante vários séculos, a Quinta de Mata-Mouros foi um centro de produção de frutos típicos do Algarve, incluindo uvas. Por volta de 2000 começou a dedicar-se principalmente à vinicultura, com dez castas de vinho tinto e duas de vinho branco. Em Janeiro de 2012 arrancou o empreendimento Convento do Paraíso, que juntou a família Pereira Coutinho, proprietária da Quinta de Mata-Mouros, e a família Soares, a Herdade da Malhadinha Nova e a empresa Garrafeira Soares.